# Leonard Carey
Pour les articles homonymes, voir Carey.
Leonard Carey est un acteur anglais, né le 25 février 1887 à Londres (Angleterre), mort le 11 septembre 1977 à Los Angeles — Quartier de Woodland Hills (Californie).

## Biographie
Leonard Carey débute au théâtre dans son pays natal puis, installé aux États-Unis, joue à Broadway (New York) dans six pièces entre 1923 et 1930. Mentionnons The Farmer's Wife de son compatriote Eden Phillpotts, avec Charles Coburn, représentée 120 fois d'octobre 1924 à janvier 1925. Ultérieurement, il ne revient sur les planches new-yorkaises que pour une ultime pièce en 1945, Many Happy Returns, avec Mary Astor.
Il entame une carrière au cinéma à l'occasion de Rire de Harry d'Abbadie d'Arrast, avec Fredric March et Nancy Carroll, sorti en 1930. Il y interprète un majordome, rôle qu'il tiendra souvent, comme dans Honor Among Lovers de Dorothy Arzner (son deuxième film, 1931, avec Claudette Colbert et Fredric March), Le ciel peut attendre d'Ernst Lubitsch (1943, avec Gene Tierney et Don Ameche), ou encore La Cinquième Victime de Fritz Lang (avec Dana Andrews et Rhonda Fleming), son dernier film, sorti en 1956.
Notons que sur un total de cent-trente-huit films américains (où il est parfois non crédité), quatre sont réalisés par Alfred Hitchcock. Le premier est Rebecca (1940, avec Laurence Olivier et Joan Fontaine), où il tient le rôle de Ben — le squatteur de la maison sur la plage —, un de ses plus connus. Suivent Soupçons (1941, avec Cary Grant et Joan Fontaine), Le Procès Paradine (1947, avec Gregory Peck et Ann Todd), et enfin L'Inconnu du Nord-Express (1951, avec Farley Granger et Robert Walker).
Citons encore Mademoiselle Volcan de Victor Fleming (1933, avec Jean Harlow et Lee Tracy), La Fin de Mme Cheyney de Richard Boleslawski (1937, avec Joan Crawford et William Powell), et Tonnerre sur le temple de Charles Vidor (1952, avec Alan Ladd et Deborah Kerr).
Pour la télévision, Leonard Carey contribue à un téléfilm diffusé en 1949, puis à neuf séries entre 1954 et 1957, dont Les Aventures de Superman (un épisode, 1955) et Circus Boy (un épisode, 1957).

## Théâtre à Broadway (intégrale)
- 1923 : The Player Queen de William Butler Yeats, avec Aline MacMahon
- 1924-1925 : The Farmer's Wife d'Eden Phillpotts, mise en scène de Charles Coburn et Walter Edwin, avec Charles Coburn, Etienne Girardot
- 1925 : Eve's Leaves de Harry Chapman Ford, avec Ray Collins
- 1926-1928 : The Ladder de J. Frank Davis, avec Edgar Stehli
- 1929 : Let Us Be Gay de (et mise en scène par) Rachel Crothers
- 1930 : An Affair of State de Robert L. Buckner, avec Florence Eldridge
- 1945 : Many Happy Returns de Clare Kummer, avec Mary Astor, Neil Hamilton

## Filmographie partielle

### Au cinéma
- 1930 : Rire (Laughter) de Harry d'Abbadie d'Arrast
- 1931 : Honor Among Lovers de Dorothy Arzner
- 1932 : Fille de feu (Call Her Savage) de John Francis Dillon
- 1932 : Shanghaï Express (Shanghai Express) de Josef von Sternberg
- 1933 : La Profession d'Ann Carver (Ann Carver's Profession) d'Edward Buzzell
- 1933 : The Avenger d'Edwin L. Marin
- 1933 : Mademoiselle Volcan (Bombshell) de Victor Fleming
- 1933 : The Worst Woman in Paris ? de Monta Bell
- 1934 : Smarty de Robert Florey
- 1934 : Le Petit Ministre (The Little Minister) de Richard Wallace
- 1934 : Franc Jeu (Gambling Lady) d'Archie Mayo
- 1934 : Double Door de Charles Vidor
- 1935 : Boucles d'or (Curly Top) d'Irving Cummings
- 1935 : Notre petite fille (Our Little Girl) de John S. Robertson
- 1935 : Les femmes aiment le danger (Ladies Love Danger) de H. Bruce Humberstone
- 1936 : Soupe au lait (The Milky Way) de Leo McCarey et Norman Z. McLeod
- 1936 : À New York tous les deux (en) (The Luckiest Girl in the World) d'Edward Buzzell
- 1936 : Rose-Marie de W. S. Van Dyke
- 1936 : Sa femme et sa secrétaire (Wife vs. Secretary) de Clarence Brown
- 1936 : La Petite Provinciale (Small Town Girl) de William A. Wellman
- 1936 : L'Heure mystérieuse (The Unguarded Hour) de Sam Wood
- 1936 : La Rebelle (A Woman Rebels) de Mark Sandrich
- 1937 : Night of Mystery d'Ewald André Dupont
- 1937 : My Dear Miss Aldrich de George B. Seitz
- 1937 : Le Secret des chandeliers (The Emperor's Candlesticks) de George Fitzmaurice
- 1937 : La Fin de Mme Cheyney (The Last of Mrs. Cheyney) de Richard Boleslawski
- 1937 : Voici l'escadre (The Singing Marine) de Ray Enright
- 1937 : Ange (Angel) d'Ernst Lubitsch
- 1937 : La Femme en cage (Hitting a New High) de Raoul Walsh
- 1938 : Vacances (Holiday) de George Cukor
- 1938 : Bulldog Drummond en Afrique (Bulldog Drummond in Africa) de Louis King
- 1939 : Le Chien des Baskerville (The Hound of the Baskervilles) de Sidney Lanfield
- 1939 : Raffles, gentleman cambrioleur (Raffles) de Sam Wood
- 1939 : The Zero Hour de Sidney Salkow
- 1939 : L'Empreinte du loup solitaire (The Lone Wolf Spy Hunt) de Peter Godfrey
- 1939 : Mon mari conduit l'enquête (Fast and Loose) d'Edwin L. Marin
- 1940 : In Old Missouri de Frank McDonald
- 1940 : Private Affairs (en) d'Albert S. Rogell
- 1940 : Rebecca d'Alfred Hitchcock
- 1940 : Sing, Dance, Plenty Hot de Lew Landers
- 1940 : Hired Wife de William A. Seiter
- 1940 : Une dépêche Reuter (A Dispatch from Reuter's) de William Dieterle
- 1941 : La Proie du mort (Rage in Heaven) de W. S. Van Dyke
- 1941 : Accent of Love de Ray McCarey
- 1941 : Lady Hamilton (That Hamilton Woman) d'Alexander Korda
- 1941 : Mountain Moonlight de Nick Grinde
- 1941 : Private Nurse de David Burton
- 1941 : Soupçons (Suspicion) d'Alfred Hitchcock
- 1941 : Moon Over Her Shoulder d'Alfred L. Werker
- 1941 : Confirm or Deny d'Archie Mayo et Fritz Lang
- 1942 : Le Chevalier de la vengeance (Son of Fury : The Story of Benjamin Blake) de John Cromwell
- 1942 : Âmes rebelles (This Above All) d'Anatole Litvak
- 1942 : Give Out, Sisters d'Edward F. Cline
- 1942 : Madame Miniver (Mrs. Miniver) de William Wyler
- 1942 : The Affairs of Martha de Jules Dassin
- 1942 : I Married an Angel de W. S. Van Dyke
- 1943 : Le ciel peut attendre (Heaven Can Wait) d'Ernst Lubitsch
- 1944 : Hantise (Gaslight) de George Cukor
- 1944 : Espions sur la Tamise (Ministry of Fear) de Fritz Lang
- 1944 : Le Grand National (National Velvet) de Clarence Brown
- 1945 : Penthouse Rhythm d'Edward F. Cline
- 1946 : Demain viendra toujours (Tomorrow Is Forever) d'Irving Pichel

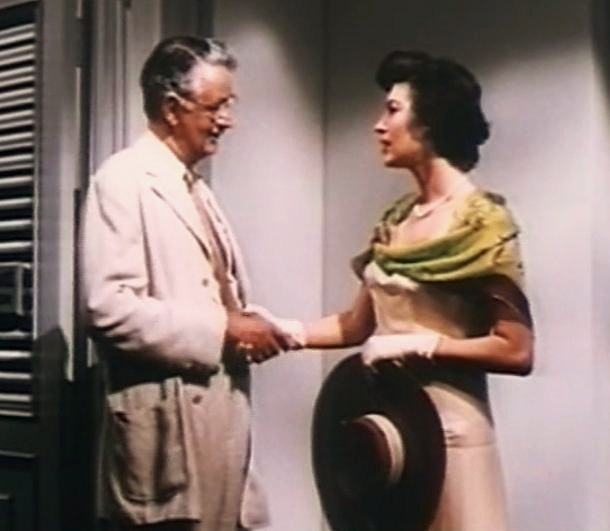
Avec Ava Gardner, dans Les Neiges du Kilimandjaro (1952)

- 1947 : La Rose du crime (Moss Rose) de Gregory Ratoff
- 1947 : Les Conquérants d'un nouveau monde (Unconquered) de Cecil B. DeMille
- 1947 : L'Exilé (The Exile) de Max Ophüls
- 1947 : Ambre (Forever Amber) d'Otto Preminger
- 1947 : Quand vient l'hiver (If Winter Comes) de Victor Saville
- 1947 : Le Procès Paradine (The Paradine Case) d'Alfred Hitchcock
- 1949 : Le Défi de Lassie (Challenge to Lassie) de Richard Thorpe
- 1949 : Le Jardin secret (The Secret Garden) de Fred M. Wilcox
- 1949 : La Dynastie des Forsyte (That Forsyte Woman) de Compton Bennett
- 1950 : J'ai trois amours (Please Believe Me) de Norman Taurog
- 1951 : L'Inconnu du Nord-Express (Strangers on a Train) d'Alfred Hitchcock
- 1951 : Kind Lady de John Sturges
- 1952 : Les Neiges du Kilimandjaro (The Snows of Kilimanjaro) de Henry King
- 1952 : Les Misérables de Lewis Milestone
- 1952 : Tonnerre sur le temple (Thunder in the East) de Charles Vidor
- 1955 : The King's Thief de Robert Z. Leonard
- 1956 : La Cinquième Victime (While the City Sleeps) de Fritz Lang

### À la télévision (séries)
- 1955 : Les Aventures de Superman (The Adventures of Superman)
  - Saison 3, épisode 7 Olsen's Millions de George Blair
- 1957 : Circus Boy
  - Saison 1, épisode 25 Counterfeit Clown de Lew Landers